# Jarovce
Jarovce (Hongaars: Horvátjárfalu) (Duits: Kroatisch-Jarndorf) is een dorp in de gemeente Bratislava en maakt deel uit van het district Bratislava V.
Jarovce telt 1227 inwoners.
Tot 1947 behoorde het dorp toe tot Hongarije. Met het tekenen van de Vrede van Parijs werd het dorp samen met nog twee andere dorpen toegewezen aan Slowakije om de hoofdstad Bratislava te voorzien van een bruggenhoofd aan de overzijde van de Donau.
Van de bevolking was tijdens de volkstelling van 2011 ongeveer 15% van Kroatische nationaliteit, 8% is etnisch Hongaar en de overigen zijn Slowaken. In 1910 was nog 80% van de bevolking Kroatisch aangevuld met Duitsers en Hongaren.
Districten: Bratislava I · Bratislava II · Bratislava III · Bratislava IV · Bratislava V

Stadsdelen: Čunovo · Devín · Devínska Nová Ves · Dúbravka · Jarovce · Karlova Ves · Lamač · Nové Mesto · Petržalka · Podunajské Biskupice · Rača · Rusovce · Ružinov · Staré Mesto · Vajnory · Vrakuňa · Záhorská Bystrica